# Пристромов, Михаил Степанович
Михаил Степанович Пристромов (21 ноября 1919 года, село Ундино-Поселье — 9 января 2008 года, село Боржигантай, Могойтуйский район, Агинский Бурятский автономный округ) — комбайнёр Бурят-Монгольского овцесовхоза Могойтуйского района Читинской области, Герой Социалистического Труда (1957).

## Биография
Родился в 1919 году в крестьянской семье в селе Ундино-Поселье. С раннего детства помогал в домашнем хозяйстве. Закончил два класса местной школы. После призыва в Красную армию служил в морской пехоте в Советской Гавани Приморского края. Участвовал в сражениях Великой Отечественной войны в составе 116-й отдельной морской стрелковой бригады в окрестностях Калуги. Получив серьёзное ранение руки, находился четыре месяца на излечении в госпитале.
После демобилизации в 1943 году возвратился в родное село. Окончив курсы комбайнёров, трудился некоторое время токарем в местном колхозе. В начале 1950-х годов вместе с семьёй переехал в село Боржигантай Агинского Бурят-Монгольского национального округа, где он стал работать трактористом в овцесовхозе Могойтуйского района.
В 1954 году он на тракторе «Сталинец» обработал 459 гектаров пшеницы, в 1955 году — 836 гектаров и в 1956 году — 920 гектаров пшеницы. За успехи в деле развития сельского хозяйства и получение высоких показателей по производству продуктов сельского хозяйства указом Президиума Верховного Совета СССР от 14 декабря 1957 года удостоен звания Героя Социалистического Труда с вручением ордена Ленина и золотой медали «Серп и Молот».
В 1957 году был избран депутатом Читинского областного совета. В 1960-х годах занимался сбором кукурузы. В 1964 году получил по 250 центнеров зелёной массы кукурузы с каждого гектара.
Скончался в 2008 году. Похоронен на кладбище села Боржигантай.
Память
В посёлке Агинское на Аллее героев около Краеведческого музея находится бюст Михаила Пристромова
Награды
- Герой Социалистического Труда (1957);
- Орден Отечественной войны II степени
- Медаль «За освоение целинных земель»[1]